# The Court-Martial of Jackie Robinson
Pour plus de détails, voir Fiche technique et Distribution.
The Court-Martial of Jackie Robinson est un film de procès américain réalisé en 1990 par Larry Peerce,.

## Synopsis
Basé sur des faits réels, The Court-Martial of Jackie Robinson se concentre sur la partie de la vie de Jackie Robinson pendant laquelle il effectue son service militaire. 
Robinson, brillant athlète à l'Université de Californie à Los Angeles (UCLA), espère que son statut de sportif de haut niveau et son niveau d'instruction universitaire lui permettront d'intégrer l'école des officiers de l'armée américaine. Malheureusement, le racisme et la ségrégation des noirs sont très présents dans l'armée et l'accession à l'école est difficile pour Jackie.
Après avoir réussi à rentrer à l'école des officiers, Jackie Robinson refuse de se conformer aux Lois Jim Crow qui obligent les noirs à s'asseoir à l'arrière des bus militaires. Il passe en cour martiale pour désobéissance. Il est acquitté.

## Fiche technique
- Titre : The Court-Martial of Jackie Robinson
- Réalisation : Larry Peerce
- Scénario : L. Travis Clark, Clay Frohman, Dennis Lynton Clark et Steve Duncan
- Direction artistique : Doug Sieck
- Costumes : Patty York
- Photographie : Don Burgess
- Son : Walter Gorey, Waler Hoylman
- Montage : Eric A. Sears, Bob Wyman
- Musique : Stanley Clarke
- Direction musicale : Jeff Marsh, David Sibley
- Producteurs : L. Travis Clark, Frank von Zernerck, Robert M. Sertner
- Sociétés de production : Turner Pictures, Von Zerneck Sertner Films
- Distribution : Turner Network Television, Cannes Home Vídeo
- Lieu de tournage :  États-Unis
- Langue : anglais
- Format : Couleurs (Technicolor) -  35mm
- Genre : film biographique, drame
- Durée : 100 min
- Sortie :
  - : 15 octobre 1990
  -  (A Corte Marcial)
  -  (Sotaoikeuden edessä)
  -  (Tribunal Militar para Jackie Robinson)

## Distribution
- Andre Braugher : Jackie Robinson
- Daniel Stern : William Cline
- Ruby Dee : La mère de Jackie
- Stan Shaw : Joe Louis
- Paul Dooley
- Kasi Lemmons : Rachel Robinson
- J.A. Preston : Wendell Smith
- Steven Williams : Satchel Paige

## Récompenses
Le film n'est pas récompensé mais toutefois trois fois nommé en 1991:
- Eric A. Sears et Bob Wyman : catégorie Meilleure édition spéciale télévisée au Eddie Award.
- Don Burgess : Performance extraordinaire en photographie au ASC Award.
- Eric A. Sears et Bob Wyman : Performance extraordinaire pour la réalisation d'un film spécial avec une seule caméra de production au Emmy Award.